# Olimpiu Bucur
Olimpiu Bucur (n. 1 aprilie 1989, Apahida, România) este un fotbalist român retras din activitate.
A jucat în prima ligă românească la Pandurii Târgu Jiu

## Legături externe
- Profilul lui Olimpiu Bucur pe Soccerway
- Olimpiu Bucur pe transfermarkt.de